# 간바! Fly High
간바! Fly High ((일본어: ガンバ!Fly high/한국명: 감바리스트! 준)은 요미우리 TV를 제작국으로서 닛폰 TV 계열(시코쿠 방송, 고치 방송을 제외한다)에서 1996년 7월 1일부터 1997년 3월 10일에 걸쳐 TV 애니메이션으로서 방송되었다. 선라이즈. 총 30화.

## 개요
1994년 연재 시작 당시 일본 체조계는 구시카타 고지 모리스에 신지의 현역 은퇴 후 침체가 체조 인기에도 큰 영향을 미쳐 경기 인구가 줄어드는 악순환에 빠져 있었다. 그 사태를 염려한 모리스에가, 스스로의 원작에 의한 만화를 기획해, 연예계의 스승이자 소속 사무소의 대선배인 하기모토 킨이치에게 상담, 하기모토와 친교가 깊은 편집자 시마자키 야스히사가 전 근무처인 쇼가쿠칸에 참가해, <주간 소년 선데이>에서의 연재가 결정되었다. <만화를 읽고 자란 소년들로부터 장래의 메달리스트가 태어나 주었으면 좋겠다> 라고 하는 당초의 모리스에의 소원은, 머지않아 현실의 것이 된다.
선데이 편집부는 《어쓰! 소림사》에서 코마 단위의 중심 이동 등 리얼한 격투 묘사에 정평이 나 있던 키쿠타 히로유키를 작화에 발탁했지만, 키쿠타는 소림사 권법의 경기자로서의 경험을 바탕으로 전작을 그렸지만, 체조에 관해서는 완전한 아마추어였다. 또, 모리스에 자신도 만화 원작은 첫 시도로, 대학 노트에 대략적인 스토리 전개와 기술의 움직임을 도해로서 표현하는 정도였기 때문에, 불안 투성이의 스타트가 된다. 하지만, 키쿠타는 모리스에의 협력으로 체조 선수의 연습을 취재해, 실제의 연기를 연속 촬영해 이것을 작화에 활용한다. 또, 메달리스트 모리스에가 <일류의 체조 경기자는 다른 연기자의 시야(그 선수의 눈에서 보이는 경치)조차 알 수 있다>라고 조언한 것이 계기가 되어, 이것이 주인공인 슌의 특기로서 활용되게 되고, 또 쉼표 단위의 연기자의 시야를 체육관의 천장·관객석·매트 등 세세하게 묘사한 것으로, 스포츠로서는 참신한 만화로서 인기를 얻게 된다.

## 텔레비전 애니메이션
《간바리스트! 슌》의 제목으로 원작의 연재 기간 중에 방송되었다. 덧붙여 등장 인물은 슌이 중학교 1 학년 때 등장한 인물 뿐이며, 타카하라 가의 일화는 컷 되어 있다. 최종회 말미에는 애니메이션 독자적으로 슌이 시드니 올림픽 대표가 됐음을 상기시키는 장면이 삽입됐다. 프로그램 종료 후의 《명탐정 코난》으로 연결되는 쇼트 무비에서는, 철봉으로 공중제비한 준으로부터 《명탐정 코난》의 주인공 에도가와 코난으로 바뀐다고 하는 연출이 이루어졌다. 작품으로서는, 증후한 작품을 중시하기 위해서 나레이션을 도입, 요미우리 TV 아나운서의 모리 타케시가 담당했다. 숲 특유의 흥 넘치는 이야기가 이야기를 돋우고 있다.
일찍이 VHS판이 전8권 발매되었지만, 현재는 전권 폐반이 되고 있어 DVD판·Blu-ray판은 발매되지 않았다.

## 등장인물

### 헤이세이 학원
비교적 새로운 중고 일관교(교복 와펜에는 SINCE 1989가 있다).중등부에서는 반드시 운동부에 소속되어야 한다는 교칙이 있다. 중등부 부지 내에 체조부 전용 체육관이 있으며, 고등부 부원도 사용하고 있다.
여자 체조부는 원래 유명하지만, 남자 체조부는 슌이 입학시에는 현 최하위로, 성적 부진으로 2회에 걸쳐 폐부가 검토되었다.
- 후지마키 슌 - 성우: 사카구치 다이스케

헤이세이 학원 중등부 → 헤이세이 학원 고등부 → 메이카가쿠인 대학
본편의 주인공.
- 사가라 마리코 - 성우: 마츠모토 리카

헤이세이학원 중등부 → 헤이세이학원 고등부 → 도쿄체육대학
헤이세이 학원 여자 체조부의 에이스. 중학교 3학년 시점에서 전국 7위의 실력을 지녔고, 화려한 연기는 보는 이들을 매료시킨다.
- 오리카사 레코 - 성우: 사쿠라이 토모

헤이세이학원 중등부 → 헤이세이학원 고등부 → 도쿄체육대학
헤이세이 학원 여자 체조부의 에이스. 중학교 3학년 시점에서 전국 7위의 실력을 지녔고, 화려한 연기는 보는 이들을 매료시킨다. 주종목은 평균대와 마루운동.
- 우치다 미노루 - 성우: 사사키 노조미

헤이세이 학원 중등부 → 헤이세이 학원 고등부 → 호히나 대학
후지마키의 1년 선배.철학적인 체조에 유의하는 이론파로, <요요 공중제비>를 짜내기도 한다.
- 사나다 토시히코 - 성우: 미키 신이치로

헤이세이 학원 중등부 → 헤이세이 학원 고등부 → 세이류 대학
후지마키의 1년 선배. 장신의 미남 캐릭터로, 「유카노 타카쿠미코」를 자칭해, 마루 운동을 특기로 한다.
- 히가시 덴지 - 성우: 우가키 히데나리

헤이세이학원 중등부 → 헤이세이학원 고등부 → 대 도쿄 프로 레슬링
후지마키의 1년 선배로, 근골융성의 남자.

## 참고 문헌
- 《우리들은 만화에서 강해졌어~ SPORTS×MANGA~》<체조 우치무라 코헤이 금메달의 비밀>